# Léon Feldhendler
 (mars 2021).
Si vous disposez d'ouvrages ou d'articles de référence ou si vous connaissez des sites web de qualité traitant du thème abordé ici, merci de compléter l'article en donnant les références utiles à sa vérifiabilité et en les liant à la section « Notes et références ».
Léon Feldhendler, né en 1910 en Pologne mort le 6 avril 1945, est un
résistant juif polonais qui a organisé, avec Alexandre Petcherski, la révolte dans le centre d'extermination de Sobibór en 1943. 

## Biographie
Léon (Lejba) Feldhendler est placé au début de 1940 à la tête du Judenrat (conseil juif) du village de Źółkiewka, dans la voïvodie de Lublin.
Après avoir été déplacé avec les autres habitants de la communauté juive de Żółkiewka dans le ghetto d'Izbica en octobre 1942, il est déporté au centre d'extermination de Sobibór en novembre avec sa famille qui est, après une sélection, directement envoyée dans les chambres à gaz. 
Il prend, au printemps 1943, la tête d'un petit groupe pour préparer en secret un plan d'évasion. Le plan initial était d'empoisonner les gardes ukrainiens pour s'emparer de leurs armes, mais les SS eurent vent du projet et, en représailles, tuèrent cinq déportés. L'idée de mettre le feu au camp et profiter de la confusion générale fut vite abandonnée.
C'est l'arrivée fin septembre d'un officier de l'Armée rouge dans un convoi de prisonniers de guerre soviétiques, Alexandre Petcherski, qui réactive le projet d'évasion. Le jour du soulèvement, le 14 octobre 1943, douze SS et deux gardes ukrainiens sont tués. Environ 300 déportés s'enfuient, mais seulement une soixantaine d'entre eux survivent.

## Fin tragique
Léon Feldhendler se cache à Lublin jusqu'à la fin de la guerre. Comme l’occupation allemande a officiellement pris fin le 24 juillet 1944, date à laquelle l’Armée rouge libère la ville et établit à titre temporaire le quartier général du Comité polonais de libération nationale sous le contrôle de Staline, Feldhendler est un survivant de la Shoah. Cependant, le 2 avril 1945, il est atteint par des coups de feu tirés à travers la porte de son logement ; blessé, il s'échappe et est admis à l'hôpital Saint Vincent de Paul mais il meurt quatre jours plus tard des suites de ses blessures. Selon de nombreux historiens des décennies ultérieures, le tireur aurait été membre des Forces armées nationales, une milice antisémite et anticommuniste mais des études récentes ont remis cette version en cause, critiquant le manque de preuves ainsi que le parti-pris de ces historiens.